# Cybaeus tsurugi
Cybaeus tsurugi är en spindelart som beskrevs av Yoh Ihara 2003. Cybaeus tsurugi ingår i släktet Cybaeus och familjen vattenspindlar. Inga underarter finns listade i Catalogue of Life.